# تشارلي غرانت
تشارلي غرانت (بالإنجليزية: Charles "Charlie" Grant)‏ هو ناشط حقوق الإنسان كندي، ولد في 22 أكتوبر 1902، وتوفي في 28 مايو 1980.